# Luperosaurus palawanensis
Luperosaurus palawanensis là một loài thằn lằn trong họ Gekkonidae. Loài này được Brown & Alcala mô tả khoa học đầu tiên năm 1978. Nó là loài đặc hữu đảo Palawan ở Philippines.
Tên gọi thông thường trong tiếng Anh Palawan Wolf Gecko nghĩa là tắc kè sói Palawan.